# کلک نزن خوشگله
کلک نزن خوشگله فیلمی به کارگردانی سعید مطلبی و نویسندگی مهدی معدنیان محصول سال ۱۳۵۵ است.

## خلاصه داستان
فاطی (شورانگیز طباطبایی) و برادرش (کاظم افرندنیا) برای تأمین زندگی پدر معتادشان به کارهای خلاف کشیده شده‌اند. فاطی با نقشه حساب شده برادرش وارد زندگی مردی معتمد و خوشنام به اسم کاظم (ناصر ملک مطیعی) می شود. بعد از مدتی، برادر فاطی به جرم اغفال خواهرش از کاظم شکایت می‌کند. رفته رفته آبرو و اعتبار کاظم در اثر معاشرت با فاطی لکه دار می شود. اما کاظم تصمیم می‌گیرد با فاطی ازدواج کند.

## بازیگران
- ناصر ملک مطیعی
- بهمن مفید
- شورانگیز طباطبایی
- روح‌الله مفیدی
- حمیده خیرآبادی
- عباس ناظری نیک
- سارا
- داداشی
- عباس مختاری
- ذبیح‌الله ذبیح‌پور
- رضا حاجیان
- صفرعلی امینی
- کاظم افرندنیا
- جلال موسوی